# Lîpcea, Hust
Lîpcea (în ucraineană Липча) este localitatea de reședință a comunei Lîpcea din raionul Hust, regiunea Transcarpatia, Ucraina.

## Demografie
Componența lingvistică a localității Lîpcea
     Ucraineană (99,2%)
     Alte limbi (0,77%)
Conform recensământului din 2001, majoritatea populației localității Lîpcea era vorbitoare de ucraineană (99,2%), existând în minoritate și vorbitori de alte limbi.